# Liczydło

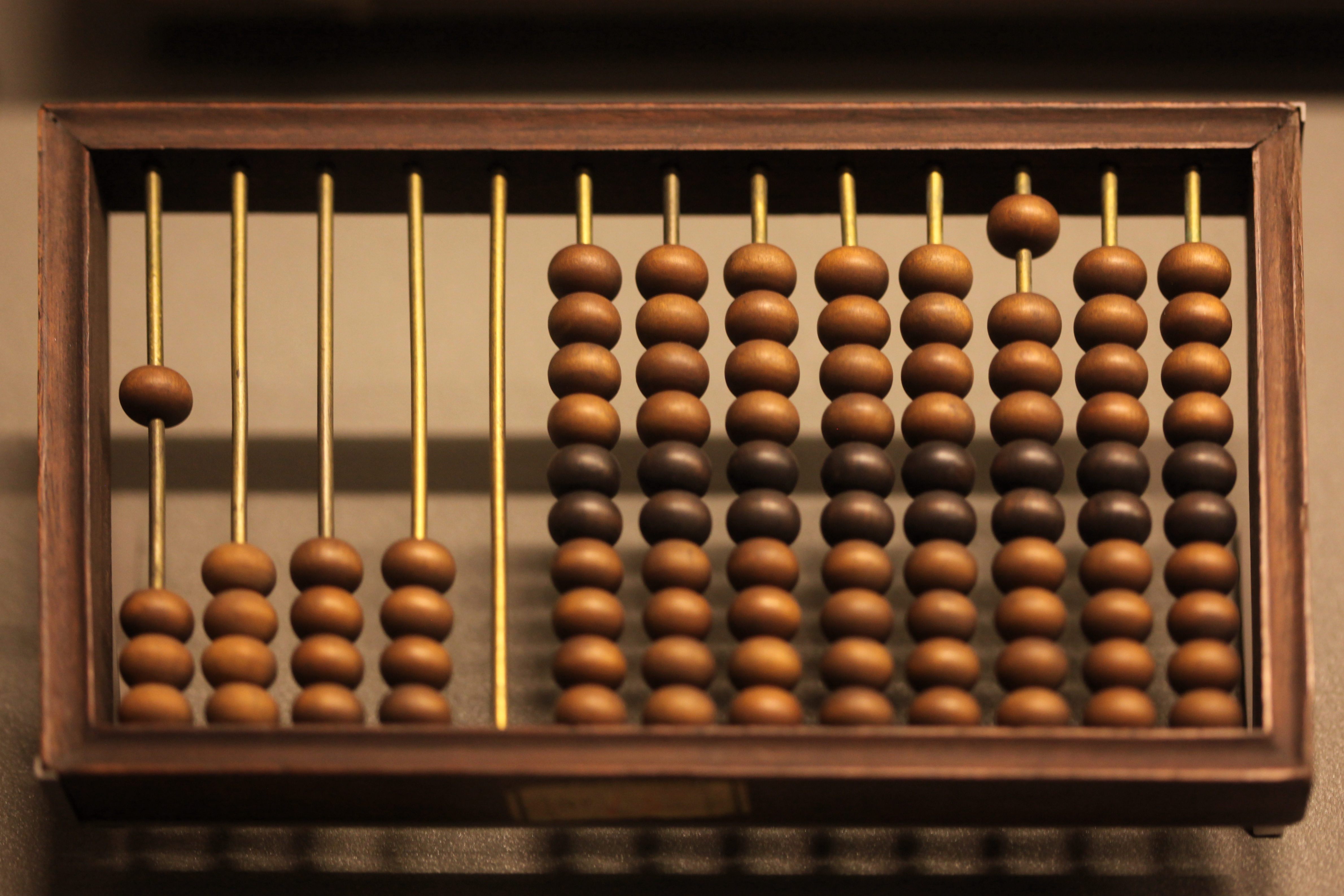
Liczydło

Liczydło – przyrząd służący do wykonywania prostych działań arytmetycznych, najczęściej w postaci ramki z umieszczonymi wewnątrz prętami na które nawleczone są ruchome koraliki. Obliczeń dokonywano poprzez odpowiednie przesuwanie koralików po prętach odpowiadających określonej potędze dziesięciu. Jego pierwowzorem był starożytny abakus, natomiast współcześnie liczydła zostały całkowicie wyparte przez kalkulatory.

## Przykłady użycia

### Dodawanie liczb liczydłem osiemnastkowym
Najprostszym liczydłem dla systemu liczbowego o podstawie {\displaystyle n} jest liczydło o liczbie elementów przesuwanych {\displaystyle 2(n-1).}
Np. w systemie dziesiętnym, aby dodać dwie liczby na liczydle 18-elementowym, należy:
1. W każdym rzędzie rozsunięciem, np. w prawo, ustawić liczbę elementów równą każdej cyfrze pierwszej liczby.
2. Przejść do pierwszego rzędu odpowiadającemu najniższej potędze i z lewa na prawo przesunąć liczbę elementów równą cyfrze drugiej liczby tak, aby w obu dodawanych liczbach rząd odpowiadał tej samej pozycji w systemie liczbowym.
3. Jeśli wynik przesunięcia jest dłuższy niż 9, przed kolejnym dodaniem przesunąć 10 elementów z powrotem w lewo i przesunąć jeden element w prawo w następnym rzędzie.

Sumę daje liczba zbudowana z elementów przesuniętych na prawo (tak jak pierwsza ustawiona liczba).

### Dodawanie liczb liczydłem dziesiętnym i zapisanych w systemie dziesiętnym
Używanie liczydeł o mniejszej liczbie elementów jak liczydło szkolne (10) lub abakus (2 × 5) jest trudniejsze. Aby dodać dwie liczby w systemie dziesiętnym na liczydle z dziesięcioma elementami w rzędzie, należy np.
1. W każdym rzędzie rozsunięciem, np. w prawo, ustawić liczbę elementów równą każdej cyfrze pierwszej liczby.
2. Zacząć od pierwszego rzędu odpowiadającemu najniższej potędze i z lewa na prawo przesunąć liczbę elementów równą cyfrze drugiej liczby tak, aby rząd odpowiadał tej samej pozycji w systemie liczbowym. Jeśli liczba elementów z prawej strony jest mniejsza od liczby danej cyfrą drugiej liczby, zapamiętać ich liczbę przesunąć wszystkie elementy do 10 na lewo, ustawić liczbę elementów równą cyfrze drugiej liczby na prawo, przesunąć liczbę zapamiętanych elementów, na lewo i przesunąć jeden element w następnym rzędzie na prawo.

Jeśli liczba elementów z prawej strony jest równa liczbie danej cyfrą drugiej liczby, przesunąć wszystkie elementy do 10 na lewo (ustawić 0 na prawo) i przesunąć jeden element w następnym rzędzie na prawo. Liczba zbudowana z elementów na prawo (tak jak pierwsza ustawiona liczba) daje wtedy sumę.